# Отношение (реляционная модель)

Отношение (реляционная модель)

Отноше́ние — фундаментальное понятие реляционной модели данных, из-за которого модель и называется «реляционной», от англ. relation — «отношение».

## Определение и свойства отношения
Пусть дана совокупность типов данных T1, T2, …, Tn, называемых также доменами, не обязательно различных. Тогда n-арным отношением R, или отношением R степени n называют подмножество декартовa произведения множеств T1, T2, …, Tn.
Отношение R состоит из заголовка (схемы) и тела. Заголовок представляет собой множество атрибутов (именованных вхождений домена в заголовок отношения), а тело — множество кортежей, соответствующих заголовку. Более строго:
- Заголовок (или схема) H отношения R — конечное множество упорядоченных пар вида (Ai, Ti), где Ai — имя атрибута, а Ti — имя типа (домена), i=1,…, n. По определению требуется, чтобы все имена атрибутов в заголовке отношения были различными (уникальными).
- Тело B отношения R — множество кортежей t. Кортеж t, соответствующий заголовку H, — множество упорядоченных триплетов (троек) вида <Ai, Ti, vi>, по одному такому триплету для каждого атрибута в H, где vi — допустимое значение типа (домена) Ti. Так как имена атрибутов уникальны, то указание домена в кортеже обычно излишне. Поэтому кортеж t, соответствующий заголовку H, нередко определяют как множество пар (Ai, vi).

Количество кортежей называют кардинальным числом отношения (кардинальностью), или мощностью отношения.
Количество атрибутов называют степенью, или «арностью» отношения; отношение с одним атрибутом называется унарным, с двумя — бинарным и т. д., с n атрибутами — n-арным. С точки зрения теории вполне корректным является и отношение с нулевым количеством атрибутов, которое либо не содержит кортежей, либо содержит единственный кортеж без компонент (пустой кортеж).
Основные свойства отношения:
- В отношении нет двух одинаковых элементов (кортежей).
- Порядок кортежей в отношении не определён.
- Порядок атрибутов в заголовке отношения не определён.

Подмножество атрибутов отношения, удовлетворяющее требованиям уникальности и минимальности (несократимости), называется потенциальным ключом. Поскольку все кортежи в отношении по определению уникальны, в любом отношении должен существовать по крайней мере один потенциальный ключ.

## Пример
Пусть заданы следующие типы (домены):
- {\displaystyle T_{1}} = {Иванов, Петров, Сидоров}
- {\displaystyle T_{2}} = {Физика, Химия}
- {\displaystyle T_{3}} = {3, 4, 5}

Тогда декартово произведение {\displaystyle T_{1}\times T_{2}\times T_{3}} состоит из 18 кортежей, где каждый кортеж содержит три значения: первое — одна из фамилий, второе — учебная дисциплина, а третье — оценка.
Пусть отношение R имеет заголовок H: { (Фамилия, T1), (Дисциплина, T2), (Оценка, T3)}.
Тогда тело отношения R может моделировать реальную ситуацию и содержать пять кортежей, которые соответствуют результатам сессии (при условии, что Петров экзамен по физике не сдавал). Отобразим отношение в виде таблицы:
| R       | R          | R      |
| Фамилия | Дисциплина | Оценка |
| ------- | ---------- | ------ |
| Иванов  | Физика     | 4      |
| Иванов  | Химия      | 3      |
| Петров  | Химия      | 5      |
| Сидоров | Физика     | 5      |
| Сидоров | Химия      | 4      |

## Отношения и их представление в виде таблиц
Отношение обычно имеет простую графическую интерпретацию в виде таблицы, столбцы которой соответствуют атрибутам, а строки — кортежам, а в «ячейках» находятся значения атрибутов в кортежах. Тем не менее, в строгой реляционной модели отношение не является таблицей, кортеж — это не строка, а атрибут — это не столбец. Термины «таблица», «строка», «столбец» могут использоваться только в неформальном контексте, при условии полного понимания, что эти более «дружественные» термины являются всего лишь приближением и не дают точного представления о сути обозначаемых понятий.
В соответствии с определением К. Дж. Дейта, таблица является прямым и верным представлением некоторого отношения, если она удовлетворяет следующим пяти условиям:
1. Нет упорядочивания строк сверху вниз (другими словами, порядок строк не несёт в себе никакой информации).
2. Нет упорядочивания столбцов слева направо (другими словами, порядок столбцов не несёт в себе никакой информации).
3. Нет повторяющихся строк.
4. Каждое пересечение строки и столбца содержит ровно одно значение из соответствующего домена (и больше ничего).
5. Все столбцы являются обычными. «Обычность» всех столбцов таблицы означает, что в таблице нет «скрытых» компонентов, которые могут быть доступны только в вызове некоторого специального оператора взамен ссылок на имена регулярных столбцов, или которые приводят к побочным эффектам для строк или таблиц при вызове стандартных операторов. Таким образом, например, строки не имеют идентификаторов, кроме обычных значений потенциальных ключей (без скрытых «идентификаторов строк» или «идентификаторов объектов»). Они также не имеют скрытых временны́х меток[5].

## Отношения и таблицы в SQL
В декларативном языке программирования SQL, который применяется для управления  реляционными базами данных, вместо отношений используется концепция таблиц. SQL-таблицы сходны с отношениями, каждая строка SQL-таблицы представляет собой кортеж, а столбец соответствует атрибуту. В то же время SQL-таблицы не являются отношениями в точном смысле по следующим причинам:
- в отношении недопустимы дубликаты кортежей, тогда как в SQL-таблице стандарт допускает строки-дубликаты (SQL-таблица не является множеством строк);
- в отношении порядок атрибутов неважен, в SQL-таблице порядок столбцов имеет значение, в частности, в выражениях SQL возможны ссылки на столбцы по номерам;
- в табличных выражениях SQL допуcкаются столбцы без имени и дублирующиеся имена столбцов.

## Операции над отношениями
Любая операция, результатом которой является отношение, попадает под понятие реляционной операции и может использоваться в реляционной теории и практике. Ниже приведён список из восьми операций, изначально предложенных создателем реляционной модели Эдгаром Коддом. Все операции из списка, кроме деления, по-прежнему широко востребованы, однако список не является исчерпывающим, то есть по факту используется гораздо большее число реляционных операций.
- Объединение — тело отношения-результата является объединением тел отношений-операндов; схема не изменяется.
- Пересечение — тело отношения-результата является пересечением тел отношений-операндов; схема не изменяется.
- Вычитание — тело отношения-результата получено вычитанием тел отношений-операндов; схема не изменяется.
- Проекция — схема отношения-результата является подмножеством схемы отношения-операнда; тело отношения-результата является нестрогим подмножеством тела отношения-операнда вследствие возможного удаления кортежей-дубликатов.
- Декартово произведение — тело отношения-результата является декартовым произведением тел отношений-операндов; схема результата является конкатенацией схем операндов.
- Выборка — тело отношения-результата является подмножеством тела отношения-операнда: отбираются лишь те кортежи, которые удовлетворяют заданному предикату (условию выборки); схема не изменяется.
- Соединение — выборка над декартовым произведением.
- Деление — делитель является унарным отношением, частное — совпадающие части кортежей делимого, перед которыми стоит делитель.